# ARA Punta Mogotes (P-65)
La lancha patrullera ARA Punta Mogotes (P-65) (LPPM) es una unidad naval de la Armada Argentina con asiento en la Base Naval Mar del Plata y asignada a la División Patrullado Marítimo.
Originalmente fue botada como USCGC Point Hobart (WPB-82377) y asignado a la Guardia Costera de los Estados Unidos en 1970.

## Servicio operativo

### Estados Unidos
Prestó servicios de búsqueda y rescate para la Guardia Costera de Estados Unidos como USCGC Point Hobart (WPB-82377), para luego pasar a formar parte de la Armada Argentina.

### Argentina
Participa en adiestramientos de cadetes de los diferentes institutos de formación militar de Argentina, así como una importante colaboración en el entrenamiento de la Agrupación de Buzos Tácticos. También se ocupa del control de tránsito marítimo en torno al Puerto de Mar del Plata, apoyo a regatas oceánicas y navegaciones institucionales en general.

#### Década de 2010
Las actividades operativas son variadas. La participación en ejercicios conjuntos y combinados es constante, realizando los apoyos desde su base de operaciones, la Base Naval Mar del Plata. Además, la Punta Mogotes es una importante plataforma para el adiestramiento de supervivencia en el mar de aviadores militares.
En 2011 brindó colaboración con el rescate del velero suizo Mirabaud en el Océano Atlántico, el cual consistió en asumir la escolta de éste a unas 20 millas de Mar del Plata, momento en el que esta acción fuera traspasada por la corbeta ARA Granville (P-33).
En 2014 apoyó las pruebas de mar realizadas por el submarino Salta, además de colaborar frecuentemente en los ejercicios SARSUB.
Durante marzo de 2015, la patrullera reaprovisionó de agua y víveres a la corbeta Drummond, afectada a la operación de búsqueda de sobrevivientes tras el hundimiento del pesquero San Jorge I en cercanías de Villa Gesell.